# Mygliż
Mygliż (bułg. Мъглиж) − miasto w centralnej Bułgarii. Znajduje się w Obwodzie Stara Zagora. Miasto jest centrum administracyjnym gminy Mygliż. Pobliskie miasta to: Kazanłyk, Nikołaewo i Gurkowo. Co roku mieszkańcy Mygliż organizują obchody święta miasta. Są to miejskie uroczystości z różnorodnymi programami muzycznymi i kulturalnymi. Populacja miasta wynosiła w 2009 roku 3 436.
13 września 1923 rozpoczęło się tu powstanie wrześniowe, kiedy pierwszy oddział powstańczy zaatakował siły rządowe w Mygliż.

## Zwiedzanie
W mieście znajduje się kościół Świętego Demetriusza, dawny klasztor Św. Mikołaja, kaplica św. Marina, a także forteca Gorneńskich. Mygliż posiada też jedną z najbogatszych kolekcji minerałów w Bułgarii. Prezentowana jest w budynku biblioteki. Wystawa malarstwa artystów z Mygliż i obrazy na jedwabiu młodzieży z miasta można zobaczyć w Centrum Pracy Dziecięcej.